# Tartarato de potássio
Tartarato de potássio, também chamado tartarato dipotássico ou argol tem fórmula K2C4H4O6. É um subproduto da fabricação de vinho. Também é conhecido como creme de tártaro. É o sal de potássio do ácido tartárico. Possui massa molar de 228.28344 g/mol.
Se apresenta também como hemihidrato, de fórmula K2C4H4O6.1/2H2O. Massa molar de 235.28 g/mol. Número CAS 6100-19-2.
O tartarato de potássio reage com água formando hidróxido de potássio e ácido tartárico.
É frequentemente confundido com o bitartarato de potássio, também chamado creme de tártaro.
Como um aditivo alimentar, divide o Número E E336 com bitartarato de potássio.